# Dibolia
Dibolia es un género de escarabajos de la familia Chrysomelidae. El género fue descrito científicamente primero por Latreille en 1829. Esta es una lista de especies perteneciente a este género:
- Dibolia alpestris Mohr, 1981
- Dibolia carpathica Weise, 1893
- Dibolia chevrolati Allard, 1861
- Dibolia cryptocephala Koch, 1803
- Dibolia cynoglossi Koch, 1803
- Dibolia depressiuscula Letzner, 1847
- Dibolia dogueti Mohr, 1981
- Dibolia femoralis Redtenbacher, 1849
- Dibolia foersteri Bach, 1859
- Dibolia iranica Mohr, 1981
- Dibolia kralii Mohr, 1981
- Dibolia magnifica Har. Lindberg, 1950
- Dibolia maura Allard, 1860
- Dibolia obtusa Wollaston, 1864
- Dibolia occultans Koch, 1803
- Dibolia oudai Cizek, 2007
- Dibolia pelleti Allard, 1860
- Dibolia phoenicia Allard, 1866
- Dibolia rufofemorata Reitter, 1896
- Dibolia rugulosa Redtenbacher, 1849
- Dibolia russica Weise, 1893
- Dibolia schillingii Letzner, 1847
- Dibolia tibialis (Wang, 1992)
- Dibolia timida Illiger, 1807
- Dibolia turkmenica Yablokov-Khnzoryan, 1978
- Dibolia tyrrhenica Mohr, 1981
- Dibolia veyreti Doguet, 1975
- Dibolia weisei Mohr, 1981
- Dibolia zaitzevi Medvedev, 1980